# 2003 en sport
Cet article présente les faits marquants de l'année 2003 en sport.

## Athlétisme
- 23 au 31 août : Championnats du monde à Paris-Saint-Denis :
  - 23 août : Jefferson Pérez bat le record du 20 km marche, le portant à 1 h 17 min 21 s.
  - Voir article détaillé: Championnats du monde d'athlétisme 2003
- 6 avril : Marathon de Paris. Hommes : Mike Rotich (Kenya), 2 h 06 min 33 s, Femmes : Laetitia Vuylsteke (France) 2 h 42 min 43 s.
- 13 avril : Marathon de Londres. Hommes : Gezahegne Abera (Éthiopie) 2 h 07 min 56 s, Femmes : Paula Radcliffe (Grande-Bretagne) 2 h 15 min 25 s.
- 21 avril : Marathon de Boston. Hommes : Robert Cheruiyot Kipkoech (Kenya) 2 h 10 min 11 s, Femmes : Svetlana Zakharova (Russie) 2 h 25 min 20 s.
- 2 novembre : Marathon de New York. Hommes : Rodgers Rop (Kenya) 2 h 08 min 07 s, Femmes : Margaret Okayo (Kenya) 2 h 22 min 31 s.

## Automobile
- 26 janvier, Rallye automobile Monte-Carlo : Sébastien Loeb remporte le rallye sur une Citroën.
- 18 février, Nascar : la course de Daytona 500 remportée par Michael Waltrip.
- 23 mars, Formule 1 : Kimi Räikkönen remporte la première victoire de sa carrière en Malaisie, sur une McLaren.
- 6 avril, Formule 1 : Giancarlo Fisichella remporte la première victoire de sa carrière au Brésil, au volant d'une Jordan.
- 25 mai, Indy Racing League : la course d'Indianapolis 500 remportée par Gil de Ferran.
- 15 juin, 24 Heures du Mans : les 24H sont enlevées par l'écurie Bentley.
- 24 août, Formule 1 : Fernando Alonso remporte la première victoire de sa carrière en Hongrie, au volant d'une Renault, il s'agit du plus jeune vainqueur de l'histoire.
- 12 octobre, Formule 1 : Ferrari remporte le titre constructeurs (le 13e) et Michael Schumacher enlève un sixième titre de champion du monde de Formule 1, battant le record de titres mondiaux détenu jusque-là par Juan Manuel Fangio.
- 9 novembre, Rallye : en remportant le Rallye de Grande-Bretagne, le Norvégien Petter Solberg remporte le titre de champion du monde des rallyes.

## Auto-moto
- 2 janvier-19 janvier, Paris-Dakar : Le Japonais Hiroshi Masuoka s'impose en auto sur une Mitsubishi. Le Français Richard Sainct est le premier motard sur la plage de Dakar (sur KTM).

## Balle au tambourin
- Le club de Vendémian est champion de France chez les hommes ; Notre-Dame-de-Londres conserve son titre chez les femmes.
- Callianetto (Italie) remporte sa première Coupe d'Europe des clubs champions.
- Chiusano (Italie) remporte sa deuxième Coupe d'Europe des clubs champions féminins.

## Baseball
- Finale du championnat de France : Rouen bat Savigny.
- MLB : les Florida Marlins remportent les World Series face à New York Yankees par 4 victoires pour 2 défaites.

## Basket-ball
- 7 avril, NCAA : les joueurs de Syracuse, menés par Carmelo Anthony, gagnent le titre national NCAA par 81 à 78 face aux Jayhawks du Kansas en finale.
- 13 avril, Euroligue féminine : Iekaterinbourg (Russie) remporte la finale de l'Euroligue 80-82 contre Valenciennes (France).
- Avril : Valenciennes devient champion de France devant Tarbes
- 16 avril : dernier match officiel pour Michael Jordan à 40 ans, après nouveau retour sur les parquets en 2001 aux Washington Wizards.
- 11 mai, Euroligue :  le FC Barcelone (Espagne) remporte la finale de l'Euroligue 76-65 contre Trévise (Italie).
- 15 juin, NBA : les San Antonio Spurs remportent le titre NBA par 4 victoires pour 2 défaites face aux New Jersey Nets.
- 26 juin : La Draft de la NBA 2003 , une des Draft de la NBA les plus connues de l’histoire de la ligue dont le 1er choix LeBron James.
- 14 septembre : la Lituanie remporte le championnat d'Europe masculin en s'imposant en finale contre l'Espagne (93-84).
- 28 septembre : la Russie remporte le championnat d'Europe féminin en s'imposant en finale contre la République tchèque (59-56).
- Elan Béarnais Pau Orthez champion de France.

## Cricket
- Coupe du monde de cricket : l'Australie bat l'Inde en finale par 125 runs.

## Course camarguaise
- 5 juillet : Hadrien Poujol remporte la 74e édition de la cocarde d'or dans les arènes d'Arles.

## Cyclisme
Route
- 22 mars : Paolo Bettini (Italie) gagne la classique Milan-San-Remo.
- 6 avril : Peter Van Petegem (Belgique) remporte le Tour des Flandres.
- 13 avril : Peter Van Petegem (Belgique) s'impose sur Paris-Roubaix.
- 27 avril : Tyler Hamilton (États-Unis) gagne Liège-Bastogne-Liège.
- 10 mai - 1er juin, Tour d'Italie : Gilberto Simoni (Italie) remporte le Giro.
- 5 juillet - 27 juillet, Tour de France : Lance Armstrong (É.-U.) remporte son 5e succès consécutif (record égalé) devant Jan Ullrich (Allemagne) et Alexandre Vinokourov (Kazakhstan). Baden Cooke (Australie) remporte le classement par points (maillot vert), tandis que Richard Virenque ramène à Paris un sixième titre (autre record égalé) de meilleur grimpeur (maillot à pois). Le meilleur jeune du Tour est Denis Menchov (maillot blanc).
  - Article détaillé : Tour de France 2003
- 6 septembre - 28 septembre, Tour d'Espagne : Roberto Heras (Espagne) remporte la Vuelta.
- 12 octobre, Championnat du monde de cyclisme sur route : Igor Astarloa (Espagne).

## Équitation
- 14 août - 17 août : championnat d'Europe de dressage à Hickstead (Grande-Bretagne).
- 20 août - 24 août : championnat d'Europe de saut d'obstacles à Donaueschingen (Allemagne). L'Allemagne s'impose par équipe, plaçant trois de ses cavaliers sur le podium individuel.
- 18 septembre - 21 septembre : championnat d'Europe de concours complet à Punchestown (Irlande). L'Angleterre gagne le concours par équipe et le Français Nicolas Touzaint sur Galan de Sauvagère s'impose en individuel.

## Escrime
- 5 octobre - 11 octobre : championnat du monde à La Havane (Cuba).

## Football
- 26 avril : le Bayern Munich est champion d'Allemagne.
- 4 mai : Manchester United est champion d'Angleterre.
- 10 mai : la Juventus est championne d'Italie.
- 21 mai : le FC Porto remporte la Coupe UEFA.
- 24 mai : l'Olympique lyonnais est champion de France.
- 28 mai : le Milan AC enlève sa sixième Ligue des champions face à la Juventus, 0-0 (3 tab à 2).
- 15 juin : le Real Madrid est champion d'Espagne.
- 3 juillet : Boca Juniors remporte la Copa Libertadores face à Santos FC.
- 12 octobre : l'Allemagne remporte la Coupe du monde de football féminin face à la Suède en finale (2-1, après prolongation).

## Football américain
- 27 janvier, Super Bowl XXXVII : Tampa Bay Buccaneers gagne par 48-21 face aux Oakland Raiders. Article détaillé : Saison NFL 2002
- 1er juin : finale du championnat de France. Flash de La Courneuve 28, Argonautes d'Aix-en-Provence 24.
- 14 juin, NFL Europe, World Bowl XI : Francfort Galaxy (Allemagne) 35, Rhein Fire (Allemagne) 16.
- Eurobowl XVII : Braunschweig Lions (Allemagne) 21, Vienna Vikings (Autriche) 14.

## Football canadien
- 16 novembre : finale de la coupe Grey. Eskimos d'Edmonton 34-22 Alouettes de Montréal.

## Golf
- 30 mars : Patricia Meunier-Lebouc remporte le Kraft Nabisco Championship devant Annika Sörenstam.
- 13 avril : Mike Weir est le premier canadien à remporter le tournoi du Masters.
- 15 juin : Jim Furyk (É.-U.) enlève le tournoi Open des États-Unis.
- 20 juillet : Ben Curtis (É.-U.) enlève le tournoi Open de Grande-Bretagne.
- 17 août : Shaun Micheel (É.-U.) remporte le tournoi de la PGA.
- 14 septembre : Retief Goosen (Afrique du Sud) remporte le Trophée Lancôme.

## Gymnastique
- 16 août - 24 août : championnats du monde à Anaheim (É.-U.). La Chine enlève le concours général par équipe chez les hommes ; les É.-U. font de même chez les femmes.

## Handball
- 2 février : la Croatie remporte le championnat du monde masculin en s'imposant en finale face à l'Allemagne (27-22).
- 4 mai : Montpellier (France) remporte la Ligue des champions en s'imposant en finale contre PSA Pampelune (Espagne).
- 17 mai : Krim Ljubljana (Slovénie) remporte la Ligue des champions féminine en s'imposant en finale contre Mar Valencia (Espagne).
- 13 décembre : la France remporte le titre de champion du monde féminin en écartant en finale la Hongrie, 32-29 après prolongation.

## Hockey sur glace
- Coupe Magnus : Rouen champion de France.
- 11 mai : le Canada champion du monde en s'imposant en finale 3-2 face à la Suède.
- 10 juin, Ligue nationale de hockey : les Devils du New Jersey remportent la Coupe Stanley en s'imposant en finale contre les Mighty Ducks d'Anaheim par 4 victoires pour 3 défaites.
- Le championnat du monde féminin est annulé pour la division élite en raison du syndrome respiratoire aigu sévère.

## Judo
- 16 mai - 19 mai : championnats d'Europe à Düsseldorf (Allemagne).
- 11 septembre - 15 septembre : championnats du monde à Osaka (Japon).

## Moto
- Vitesse
  - Moto GP : Valentino Rossi (Italie) champion du monde en Moto GP sur une Honda.
  - 250 cm3 : Manuel Poggiali (Italie) champion du monde en 250 cm3 sur une Aprilia.
  - 125 cm3 : Daniel Pedrosa (Espagne) champion du monde en 125 cm3 sur une Honda.
- Endurance
  - 11 - 12 avril, 24 heures du Mans : Suzuki remporte l'épreuve avec les pilotes Morrison, Dobe et Vincent.
  - 13 - 14 septembre, Bol d'or : Suzuki remporte l'épreuve avec les pilotes Bayle, Gimbert et Dussauge.
- Moto-cross
  - 650 cm3 : Joël Smets (Belgique) est champion de monde en 650 cm3 sur une KTM.
  - 250 cm3 : Stefan Everts (Belgique) est champion de monde en 250 cm3 sur une Yamaha.
  - 125 cm3 : Steve Ramon (Belgique) est champion de monde en 125 cm3 sur une KTM.
  - Supercross : Chad Reed (É.-U.) est champion de monde de supercross.
- Enduro
  - 9 février, Enduro du Touquet : Thierry Béthys s'impose sur les plages du Touquet sur une Honda.

## Natation
- 24 juillet : à Barcelone, le nageur japonais Kōsuke Kitajima bat le record du monde du 200 m brasse, le portant à 2 min 9 s 42.
- 12 décembre : à Dublin, le nageur serbe Milorad Čavić bat le record du monde du 100 m papillon en petit bassin, lors de la finale des Championnats d'Europe, le portant à 50 s 02.

## Pêche à la mouche
- Championnats du monde en Espagne :
  - Classement par équipes : médaille d'or, France.
  - Champion du monde : Stéphano Cotugno, Italie.

## Rugby à XIII
- 13 avril : à Carcassonne, Villeneuve-sur-Lot remporte la Coupe de France face à Pia 16-14.
- 25 mai : à Narbonne, Villeneuve-sur-Lot remporte le Championnat de France face à Saint-Gaudens 31-18.
- 3 octobre : finale du championnat d'Australie NRL : Canterbury Bulldogs s'impose sur Sydney Roosters, 16-13.
- 16 octobre : finale de la Super League : Leeds Rhinos 16-8 Bradford Bulls.

## Rugby à XV
- 30 mars, Tournoi des Six Nations : le XV d'Angleterre signe un Grand Chelem.
  - Article détaillé : Tournoi des six nations 2003
- 24 mai, Coupe d'Europe : le Stade toulousain (France) 22-14 bat l'USA Perpignan (France) en finale.
- 25 mai, Challenge européen : London Wasps (Angleterre) 48-28 Bath Rugby (Angleterre).
- 25 mai, Bouclier européen : Castres olympique (France) 40-12 Caerphilly RFC (Galles).
- 7 juin : Stade français champion de France aux dépens du Stade toulousain (32-18).
- 14 au 28 juin : tournée du XV de France dans l'hémisphère Sud. Argentine 10-6 France, le 14 à Buenos Aires ; Argentine 33-32 France, le 20 sur le même terrain et Nouvelle-Zélande 31-23 France, le 28 à Christchurch.
- 16 août, Tri-nations : la Nouvelle-Zélande remporte l'épreuve.
- 22 novembre : le XV d'Angleterre remporte la Coupe du monde de rugby en s'imposant 20-17 contre le XV d'Australie.
  - Article détaillé : Coupe du monde de rugby 2003

## Ski alpin
- Championnats du monde (à Saint-Moritz, Suisse, du 2 au 16 février)
  - 2 février : Stephan Eberharter (Autriche) champion du monde de super-G.
  - 3 février : Michaela Dorfmeister (Autriche) championne du monde de super-G.
  - 6 février : Bode Miller (É.-U.) champion du monde de combiné.
  - 10 février : Janica Kostelić (Croatie) championne du monde de combiné.
  - 12 février : Bode Miller (É.-U.) champion du monde de slalom géant.
  - 15 février : Anja Pärson (Suède) championne du monde de slalom géant.
  - 15 février : Ivica Kostelić (Croatie) champion du monde de slalom.
  - Michael Walchhofer (Autriche) champion du monde de descente.
  - Mélanie Turgeon (Canada) championne du monde de descente.
  - Janica Kostelić (Croatie) championne du monde de slalom géant.
- Coupe du monde :
  - Stephan Eberharter (Autriche) premier du classement général de la Coupe du monde devant Bode Miller (É.-U.) et Kjetil André Aamodt (Norvège).
  - Janica Kostelić (Croatie) première du classement général de la Coupe du monde devant Karen Putzer (Italie) et Anja Pärson (Suède).

## Ski nordique
- 22 février : le sauteur à ski japonais Noriaki Kasai remporte aux Championnats du monde de ski nordique à Val di Fiemme (Italie), avec un saut à 131 mètres à son premier essai et 130,5 mètres au second, sa première médaille lors d'une compétition individuelle en championnat du monde ou aux Jeux olympiques, en obtenant la troisième place du concours sur le grand tremplin (médaille de bronze).

## Sumo
- 30 janvier : Asashoryu devient le premier Mongol promu au grade de Yokozuna.

## Tennis
- 21 avril : Andre Agassi remporte le tournoi sur terre battue de Houston (É.-U.) en battant en finale Andy Roddick sur le score de 3-6, 6-3, 6-4. C'est la 58e victoire de sa carrière.
- 13 - 26 janvier, Open d'Australie :
  - Finale hommes : Andre Agassi bat Rainer Schüttler, 6-2, 6-2, 6-1.
  - Finale femmes : Serena Williams bat Venus Williams, 7-6, 3-6, 6-4.
- 26 mai - 8 juin,  Roland Garros :
  - Finale hommes : Juan Carlos Ferrero bat Martin Verkerk, 6-1, 6-3, 6-2.
  - Finale femmes : Justine Henin-Hardenne bat Kim Clijsters, 6-0, 6-4.
- 23 juin - 7 juillet, Wimbledon :
  - Finale hommes : Roger Federer bat Mark Philippoussis, 7-6, 6-2, 7-6.
  - Finale femmes : Serena Williams bat Venus Williams, 4-6, 6-4, 6-2.
- 25 août - 8 septembre, US Open :
  - Finale hommes : Andy Roddick bat Juan Carlos Ferrero, 6-3, 7-6, 6-3.
  - Finale femmes : Justine Henin-Hardenne bat Kim Clijsters, 7-5, 6-1.
- 22 - 23 novembre, Fed Cup  : la France remporte la Fed Cup en s'imposant en finale face aux États-Unis par 4 victoires pour 1 défaite.
  - Article détaillé : Fed Cup 2003
- 29 novembre - 2 décembre, Coupe Davis  : l'Australie remporte la Coupe Davis en s'imposant en finale face à l'Espagne par 3 victoires pour 1 défaite.
  - Article détaillé : Coupe Davis 2003

## Tennis de table
- 19 au 25 mai : Championnat du monde au Palais omnisports de Paris-Bercy.

## Voile
- 1er mars : les Suisses d'Alinghi remportent la Coupe de l'America.
- 12 septembre 2002 - 1er mai : Around Alone. Bernard Stamm (Suisse) remporte l'épreuve en bouclant le tour du monde en solitaire et en monocoque en 115 jours, 17 heures, 27 minutes et 23 secondes.
- 26 juin - 28 juillet : Tour de France à la voile. L'équipage « Cap Sport » emmené par Bernard Mallaret et Xavier Lecœur remporte la course.
- 30 juillet - 21 août : Solitaire du Figaro. Armel Le Cléac'h remporte la Solitaire du Figaro.

## Volley-ball
- 16 mars : le RC Cannes (France) remporte la Ligue des champions féminine en s'imposant en finale contre Iekaterinbourg (Russie), 3-1.
- 23 mars : Modène (Italie) remporte la Ligue des champions en s'imposant en finale contre Belgorod (Russie), 3-0.
- Ligue mondiale : le Brésil enlève la compétition en s'imposant en finale 3-2 contre la Serbie-Monténégro.
- 14 septembre : l'Italie remporte le championnat d'Europe masculin en s'imposant en finale face à la France, 3-2.
- 28 septembre : la Pologne remporte le championnat d'Europe féminin en s'imposant en finale face à la Turquie, 3-0.

## Water-polo
France
- L'ONN est champion de France  masculin pour la 7e fois.
- L'ASPTT Nancy est champion de France féminin pour la 9e fois.
- L'ONN remporte la Coupe de France masculine pour la 4e fois.
- Coupe de France de water-polo féminine non disputée en 2003.

Coupe de la ligue masculine créée en 2014.
Coupe de la ligue féminine créée en 2013.
Europe
- Pro Recco est Champion d'Europe pour la 3e fois.
- AN Brescia remporte la LEN Euro Cup pour la 2e fois.
- Les Serbo-Monténégrins sont Champions d'Europe pour la 2e fois.
- Les Italiennes sont Championnes d'Europe pour la 4e fois.

Monde
- Les Hongrois sont Champions du Monde pour la 2e fois.
- Les Américaines sont Championnes du Monde pour la 1re fois.
- Coupe du monde de water-polo masculine et féminine non disputées en 2003.
- Les Hongrois remportent la Ligue mondiale masculine pour la 1re fois.
- Ligue mondiale féminine créée en 2004.

## Décès
- 13 janvier : Julio Bothelho, (dit Julinho), 73 ans, footballeur brésilien.
- 26 janvier : Valeri Brumel, 60 ans, athlète russe.
- 5 février : Manfred von Brauchitsch, 97 ans, pilote automobile allemand, légendaire pilote Mercedes dans les années 1930. (° 15 août 1905).
- 10 février : Alfred Aston, 90 ans, footballeur français. (° 16 mai 1912).
- 28 février : Albert Batteux, 83 ans, entraîneur de football français.
- 10 mars : Barry Sheene, 52 ans, pilote moto britannique.
- 12 mars : Andrei Kivilev, 29 ans, coureur cycliste kazakh.
- 17 avril : Jean-Pierre Dogliani, 60 ans, footballeur français.
- 19 avril : Daijiro Kato, 26 ans, pilote moto japonais.
- 14 mai : Dave DeBusschere, (É.-U., basket-ball) à 52 ans.
- 17 mai : Rik Van Steenbergen, (Belgique, cyclisme) à 78 ans.
- 3 juin : Fabrice Salanson, (France, cyclisme) à 23 ans.
- 18 juin : Larry Doby, (É.-U., baseball) à 79 ans.
- 26 juin : Marc-Vivien Foé, (Cameroun, football) à 28 ans.
- 21 juillet : John Davies, 65 ans, athlète néo-zélandais.
- 1er août : Guy Thys, (Belgique, football) à 80 ans.
- 11 août : Herb Brooks, 66 ans, joueur, puis entraîneur américain de hockey sur glace. (° 5 août 1937).
- 14 août : Helmut Rahn, 73 ans, footballeur allemand, champion du monde en 1954.  (° 16 août 1929).
- 31 août : Pierre Cahuzac, (France, football) à 76 ans.
- 28 septembre : Althea Gibson, 76 ans, joueuse de tennis américaine des années 1950. (° 25 août 1927).
- 16 octobre : László Papp, (Hongrie, boxe) à 77 ans.
- 6 novembre : Rie Mastenbroek, (Pays-Bas, natation) à 84 ans. (° 26 février 1919).
- 24 novembre : Warren Spahn, (É.-U., baseball) à 82 ans.
- 1er décembre : Eugenio Monti, 75 ans, pilote italien de bobsleigh à deux ou à quatre, double champion olympique aux jeux de Grenoble en 1968, onze titres de champion du monde entre 1956 et 1968. (° 23 janvier 1928).
- 6 décembre : José María Jiménez, 32 ans, coureur cycliste espagnol. (° 6 février 1971).
- 18 décembre : Otto Graham, (É.-U., football américain) à 82 ans.
- 21 décembre : Morappakkam Gopalan, (Inde, cricket) à 94 ans.
- 30 décembre : Yoshio Shirai, (Japon, boxe) à 80 ans.